# Bang My Head
"Bang My Head" is een single van de Franse DJ David Guetta samen met de Australische zangeres Sia en Amerikaanse rapper Fetty Wap, en is tevens ook de soundtrack voor de sciencefiction-horrorfilm Victor Frankenstein. Het kwam uit als de tweede single van de re-release van Guetta's zesde studioalbum Listen. De albumsingle bevat alleen vocalen van Sia, maar in de tweede versie is Fetty Wap er ook op te horen.

## Videoclip
De bijhorende videoclip verscheen op 6 november 2015. In de clip is Guetta te zien, hoe hij een potje poker verliest en vervolgens het geld probeert terug te winnen door middel van een technologische paardenrace. Sia en Fetty Wap zijn niet in de clip te zien.

## Hitnoteringen

### Nederlandse Top 40
| Hitnotering: 30-01-2016 t/m 20-02-2016 | Hitnotering: 30-01-2016 t/m 20-02-2016 | Hitnotering: 30-01-2016 t/m 20-02-2016 | Hitnotering: 30-01-2016 t/m 20-02-2016 | Hitnotering: 30-01-2016 t/m 20-02-2016 | Hitnotering: 30-01-2016 t/m 20-02-2016 |
| Week:                                  | 1                                      | 2                                      | 3                                      | 4                                      |                                        |
| -------------------------------------- | -------------------------------------- | -------------------------------------- | -------------------------------------- | -------------------------------------- | -------------------------------------- |
| Positie:                               | 29                                     | 26                                     | 30                                     | 40                                     | uit                                    |

### NederlandseSingle Top 100
| Positie: | 61 | 60 | 73 | 87 | 79 | 38 | 20 | 19 | 20 | 19 | 23 | 34  | 31 | 33  |
| Week:    | 15 | 16 | 17 | 18 | 19 | 20 | 21 | 22 | 23 | 24 | 25 |     | 26 |     |
| Positie: | 31 | 32 | 35 | 41 | 47 | 50 | 61 | 71 | 86 | 88 | 98 | uit | 95 | uit |

### 3FM Mega Top 50
| Positie: | 27 | 24 | 33 | 42 | 42 | 48 | 41 | 49 | uit |